# 独特点
在非厄米量子力学中，独特点（英语：Exceptional point）或称为优越点、奇异点、例外点，是参数空间中的奇点。在这个点处，哈密顿量的两个或多个本征态（本征能量和本征向量）重合。  等效地，在这个点处若尔当标准型中投影和幂零元表现出不连续的变化。数学上独特点的哈密顿量是不可对角化的或是缺失的， 也就是一个 n 阶哈密顿量缺失矩阵的独立特征态会少于 n 个，就好像在这个点附近失去了维度。在耗散系统中哈密顿量为非厄米，其能谱一般在复平面上，所以允许独特点的出现。物理上，独特点的出现会伴隨代数奇点(algebraic singularity， 也称为分支點)的出现。 上面所说的独特点在实际中虽然是有用的，但以数学语言来说，只是更一般概念的第一类独特点的特例。两种不同类型独特点的数学定义由 加藤敏夫(Toshio Kato) 半个多世纪前首次引入， 其中第二类独特点经常被忽视。 我们注意到这些數學上的定义通常比大多数物理学文献讨论的独特点的概念更普遍。物理上，在独特点附近量子态受外界影响的变化更加剧烈，这个性质可以应用在传感器精度与敏感性的提高  或是應用在物理学的广泛领域，如力学、原子和分子物理学、量子相变、甚至量子混沌。

## 第一和第二类独特点
我们考虑n × n 矩阵 {\displaystyle T(x)} ，其中每个元素都是 {\displaystyle x} 的复解析函数。不失一般性，
我们假设这些解析函数在原点的邻域 {\displaystyle D_{0}} 上良定义，因此我们可以将矩阵展开为 {\displaystyle T(x)=\sum _{p=0}^{\infty }x^{p}T_{p},\forall x\in D_{0}}。
设{\displaystyle T(x)} 的不同本征值的个数为{\displaystyle J}，则{\displaystyle J}除若干离散点外在{\displaystyle D_{0}}上应是一个常量整数。这些离散点定义为第一类独特点，并发生简并。 简并在第一类独特点上只会增加永远不会减少。 一个例子是矩阵 {\displaystyle T(x)={\begin{bmatrix}0&1\\x&0\end{bmatrix}}}
的本征值为 {\displaystyle {\sqrt {x}}} 和
{\displaystyle -{\sqrt {x}}} 且是双值函数的分支。在{\displaystyle x=0}点处是第一类独特点。
尽管如此，第二类独特点其特征不在于本征值的合并，甚至可以是非典型的可对角化的点。矩阵 {\displaystyle T(x)={\begin{bmatrix}0&x\\0&0\end{bmatrix}}}
是永久简并的，且对所有{\displaystyle x} 本征值为 0 。这里没有任何第一类独特点。矩阵 {\displaystyle T(x)} 的若尔当标准型为 
{\displaystyle T(x)=v(x){\begin{bmatrix}0&1\\0&0\end{bmatrix}}v(x)^{-1},v(x)={\begin{bmatrix}1&b\\0&x^{-1}\end{bmatrix}},}
其中 {\displaystyle b}是任意复数。显然，在 {\displaystyle x=0} 点处幂零元部分表现出奇异性，因此该点是第二类独特点。

## 光子学
因为耗散是光子学中常见的特征，所以光子学系统常用于研究非厄米物理学。 在有狄拉简并点出現处的光子学系统中添加非厄米性（例如二色性）会将这个点转换为一对独特点。此现象已经在许多光子学系统中得到了实验证明，例如微腔和光子晶体。  于 1902 年 Woldemar Voigt 在水晶中首次展示了独特点的存在。 

## 保真度和保真率
在凝聚態和多體物理中，保真度（英語：fidelity）經常被用來探測參數空間中的量子相變。保真度的定義是參數空間中鄰近的兩個點的基態波函數的內積，{\displaystyle F=|\langle \psi _{0}(\lambda )|\psi _{0}(\lambda +\epsilon )\rangle |^{2}}，其中 {\displaystyle \epsilon } 是一個小量。經過泰勒級數展開後，保真度的一階修正項為零，{\displaystyle F=1-\chi _{F}\epsilon ^{2}+{\mathcal {O}}(\epsilon ^{3})}
，二階修正項的係數可稱為保真率（英語：fidelity susceptibility）。保真率在參數靠近量子相變點的時候往正無窮大發散。
{\displaystyle \lim _{\lambda \to \lambda _{\mathrm {QCP} }}\mathbb {Re} \chi _{F}=\infty }
而對於非厄米量子力學的獨特點，經過適當推廣保真度的定義
{\displaystyle F=\langle \psi _{0}^{L}(\lambda )|\psi _{0}^{R}(\lambda +\epsilon )\rangle \langle \psi _{0}^{L}(\lambda +\epsilon )|\psi _{0}^{R}(\lambda )\rangle }
保真率的實部在參數靠近獨特點時往負無窮大發散。
{\displaystyle \lim _{\lambda \to \lambda _{\mathrm {EP} }}\mathbb {Re} \chi _{F}=-\infty }
對於具有 PT對稱性（需要在宇稱反轉和時間反演對稱算符同時作用下的不變性）的非厄米量子系統，保真度可用於分析獨特點是否為高階獨特點。許多數值方法，如蘭佐斯算法、密度矩陣重整化群和其他張量網路演算法，僅計算基態相對容易，但計算激發態有許多困難。由於保真度只需要基態計算，這使得大多數數值方法可以在沒有激發態的資訊下分析非厄米系統，找到獨特點並確定它是否為高階獨特點。